# Chrysoula Zacharopoulou
Chrysoula Zacharopoulou (in greco Χρυσούλα Ζαχαροπούλου?; Sparta, 7 maggio 1976) è una ginecologa e politica greca naturalizzata francese.
Membro de La République En Marche (LREM), è stata eletta europarlamentare nel 2019.
Nel 2022, nel governo Borne, è nominata segretario di Stato per lo sviluppo, la francofonia e i partenariati internazionali sotto l'autorità di Catherine Colonna, ministro per l'Europa e gli affari esteri.

## Biografia
Figlia di un militare, è nata a Sparta, nel Peloponneso, in Grecia, prima di studiare in Italia, dove si è laureata all'Università di Roma "La Sapienza", conseguendo un dottorato di ricerca sull'endometriosi. Chrysoula Zacharopoulou è arrivata in Francia nel 2007. Esercita la propria attività medica specialistica presso l'ospedale di addestramento militare di Bégin.
Nel 2015 ha creato l’associazione Info-Endometriosi con Julie Gayet, che ha lanciato la prima campagna di sensibilizzazione nel marzo 2016.
Nel 2017, Chrysoula Zacharopoulou è stata nominata cavaliere dell'Ordine nazionale al merito per il suo lavoro sull'endometriosi.
Chrysoula Zacharopoulou è uno dei medici del Parlamento europeo e, in quanto tale, si è impegnata due giorni alla settimana nel suo ospedale a curare i pazienti affetti da COVID-19. Ha chiesto che l'Unione europea faccia della salute una "priorità assoluta". Chrysoula Zacharopoulou è co-presidente di COVAX, un'iniziativa che mira a consentire ai paesi poveri di ottenere vaccini.
L'11 gennaio 2022 ha presentato un rapporto al Presidente della Repubblica, Emmanuel Macron, per migliorare la diagnosi e il riconoscimento dell'endometriosi.
Ha acquisito la cittadinanza francese per naturalizzazione il 7 aprile 2022.
Il 20 maggio 2022 è stata nominata segretario di Stato per lo sviluppo, la francofonia e i partenariati internazionali sotto l'autorità del ministro per l'Europa e gli affari esteri Catherine Colonna, nel governo Borne.
Il 27 maggio 2022 la procura di Parigi ha aperto un'indagine contro Chrysoula Zacharopoulou a seguito della presentazione di denunce per stupro e/o violenza ginecologica da parte di ex pazienti. All'inizio dell'aprile 2023, le tre inchieste sono state chiuse senza ulteriori azioni.